# Rédemption
Pour les articles homonymes, voir Rédemption (homonymie).
« Rédempteur » redirige ici. Pour la peinture de Giotto, voir Rédempteur (Giotto).

La Rédemption (du latin redemptio qui veut dire « rachat ») est un concept théologique présent dans le judaïsme, le christianisme et l’islam, selon lequel l'humanité peut accéder au Salut.

## Judaïsme

### Généralités
Dans le judaïsme, la rédemption vient du concept du « rachat » de personnes qui avaient perdu leur liberté - prisonniers, esclaves, personnes endettées -, qui était une activité humaine courante et bien connue chez de nombreux peuples de l’Antiquité, y compris les Hébreux. En araméen, « péché » et « dette » se disent tous deux hoba.
YHWH se présente dans le livre de l'Exode comme le Dieu qui libère, pas seulement une personne, mais tout un peuple de l’oppression et de l'esclavage en Égypte (cf. le cantique de Moise en Ex. 15 :1-21, et textes parallèles). C’est le point de départ d’une relation particulière (Alliance) de YHWH avec celui qui devient « son » peuple (notion de peuple élu).
L’expérience se répète et s’approfondit lors de l’exil à Babylone. Israël est infidèle à son Dieu mais, par amour (scellé dans l’Alliance), Dieu, Lui, reste infiniment et éternellement fidèle (Is. 41:14; 44:24; 54:8). Il rachète son peuple de l’exil babylonien, et promet le retour en Terre promise par le biais du Messie.[source secondaire souhaitée][réf. souhaitée]

### Sacrifices expiatoires du Yom Kippour
Lors de la fête du Yom Kippour, le Grand Prêtre d'Israël offre différents « sacrifices » (korban) qui sont expiatoires des péchés. Il en offre d'abord un pour ses propres péchés personnels, un autre pour les prêtres et enfin un troisième pour le peuple d'Israël dont les membres confessent leurs fautes en privé. Ces sacrifices correspondent chacun à l'immolation par le grand Prêtre d'animaux et sont accompagnés, pour chaque confession des péchés, par la prononciation par le Grand Prêtre du Tétragramme sacré, lequel est formellement interdit à tous d'être prononcé le reste de l'année, y compris au Grand Prêtre - ces trois prononciations étant les seules autorisées de l'année.[réf. nécessaire] Au cours de cette fête était immolé le bouc émissaire sur lequel retombait toute la malédiction qui aurait dû frapper le peuple.

## Christianisme

### Le Nouveau Testament

#### Le Christ rédempteur
Le sens expiatoire à sa passion de Jésus est dans le prolongement de la fête du Yom Kippour, en particulier du sacrifice du bouc émissaire qui l'accompagnait. L'Epitre aux hébreux y fait de multiples références (2, 4-15; 7, 27; 9, 14-25; 10, 11-18...) et Paul utilise le vocabulaire de la malédiction, caractéristique du bouc émissaire (Galates 3, 10-14).
À propos de la passion du Christ, Paul de Tarse a enseigné que: « Dieu n'a pas épargné son propre Fils, mais il l'a livré pour nous ». Cette interprétation du caractère rédempteur de la passion du Christ s'enracine dans les prophéties du Serviteur souffrant « qui a fait de sa vie un sacrifice d'expiation » et « par qui s'accomplissait la volonté du Seigneur » (Isaïe 53, 10). La raison en est que « Dieu veut que tous les hommes soient sauvés » (I Timothée 2, 4). 
La rédemption est en Jésus-Christ, le Rédempteur étant Dieu se faisant homme (Jean 10:30 ; 14:9). Toujours fidèle, après de multiples rappels et tentatives (parabole des vignerons infidèles : Lc 20 :9-14), Dieu envoie son Fils unique pour racheter l’homme et l’extirper, par sa passion, de l’esclavage du mal et du péché (I Corinthiens  15, 3 : « Le Christ est mort pour nos péchés », et en Colossiens, 1, 14 : « Son Fils bien-aimé en qui nous avons la rédemption ») dans lequel il retombe souvent. C'est ainsi que Paul précise : « Dieu dans le Christ se réconcilia le monde, ne tenant plus compte des fautes des hommes et mettant en nous la parole de la réconciliation » (II  Corinthiens 5, 19). Par amour, Dieu rétablit l’homme dans sa liberté, car ce qu'il souhaite, c'est recevoir de l’homme un hommage d’amour librement consenti. Ce rachat est définitif et final (Hébreux, 7:27).

#### Qui suit le Christ rédempteur devient enfant de Dieu
L'obéissance du Christ à son Père produit à son tour des volontés saintes qui s'identifient au salut du Père. Avec l'influence du judaïsme, c'est ainsi que la prière du Notre Père (Matthieu 6, 9-13) exprime la filiation adoptive qui est participation à Dieu. La rédemption permet en effet l'adoption divine qui permet de s'adresser à Dieu en l'appelant « Père » : « Vous avez reçu l'esprit des fils d'adoption qui nous fait nous écrier Abba, Père » (Romains 8, 15). « Preuve(...) que vous êtes des fils, Dieu a envoyé en nos cœurs l'Esprit de son Fils, pour crier Abba, Père » (Galates 4, 6). La première épître de Jean mentionne à  plusieurs reprises l'engendrement divin de ceux qui suivent le Christ : « A ceux qui l'ont reçu, il a donné le pouvoir de devenir enfant de Dieu »(11, 52) ; « Qui aime est né de dieu et connaît Dieu » (4, 7) ; « Qui est né de Dieu ne connaît pas le péché » (3, 9). « Le terme et le sommet de cette filiation est de devenir participant de la nature divine » (II Pierre 1, 4).
En araméen, « péché » et « dette » s'expriment par le même mot hoba, ce qui explique que Jésus utilise parfois le terme de « dette » pour parler du péché. (Matthieu 6, 12, et Luc 11, 4).

### Catholicisme
Le Catéchisme de l'Église catholique enseigne : « Toute la vie du Christ est mystère de Rédemption. Elle nous vient avant tout par le sang de la croix, mais ce mystère est à l'oeuvre dans toute la vie du Christ : dans son incarnation  déjà, par laquelle, en se faisant pauvre, il nous enrichit par sa pauvreté ; dans sa vie cachée qui, par sa soumission, répare notre insoumission ; dans sa parole qui purifie ses auditeurs ; dans ses guérisons et ses exorcismes, par lesquels... il a pris nos infirmités et s'est chargé de nos maladies » (Matthieu 8, 17) ; « dans sa Résurrection, par laquelle il nous justifie ».

### René Girard
René Girard, dans son ouvrage Des choses cachées depuis la fondation du monde, analyse la manière dont Jésus a voulu racheter l'humanité. Selon ce philosophe, Jésus n'était nullement obligé de se faire tuer ou crucifier pour racheter les péchés des hommes. Jésus ne s'est pas incarné pour racheter l'humanité sur une croix mais pour annoncer une parole évangélique non-violente destinée à transformer, transfigurer le monde. Que Jésus se soit laissé condamner et crucifier résulte du fait qu'il a respecté lui-même jusqu'au bout l'impératif de non-violence qu'il s'est fixé, alors que ses adversaires ne l'ont pas respecté et se sont laissés influencer par Satan, principe violent. Mais par sa résurrection, Jésus a tout de même vaincu Satan et la mort, et cela toujours de manière non-violente.[réf. nécessaire]

### Protestantisme
Dans le protestantisme, y compris le christianisme évangélique, la rédemption est pleinement accomplie par le sacrifice de Jésus-Christ sur la croix : le croyant est pardonné par la foi et la grâce , .

## Islam
Dans l’islam, la rédemption s'obtient en étant musulman et en ne faisant aucune action qui renoncerait à son identification avec l'islam.